# Бернард Ленс III
Бернард Ленс III (англ. Bernard Lens III; 27 марта 1682 — 24 декабря 1740) — английский художник, известный в первую очередь своими портретными миниатюрами. Ленс был придворным миниатюристом королей Георга I и Георга II, преподавателем миниатюрной живописи принца Уильяма Августа, принцесс Марии и Луизы, а также консультантом в области изобразительного искусства в семьях из высших аристократических кругов.

## Биография
Ленс, сын меццо-тинто-гравёра и учителя рисования Бернарда Ленса II, родился в Лондоне в 1682 году и в 1698 году стал учеником художника, которого называли Стёрт. Вполне возможно, Стёртом был гравёр Джон Стёрт, партнёр Бернарда Ленса II. Стёрт был членом Company of Goldsmiths, членство в которой фактически давало только лицензию на работу в Лондонском Сити, а не реальный заработок.
В 1704 году Ленс присоединился к недавно созданному клубу Розы и Короны, обществу любителей искусства, в который входили Уильям Хогарт и Джордж Вертью. Ленс зарекомендовал себя портретным миниатюристом и в 1707 году стал первым британским художником, отказавшимся от велени, традиционной для миниатюр, в пользу слоновой кости. Сложная техника живописи акварелью по слоновой кости была изобретена в Венеции Розальбой Каррьера около 1700 года и быстро распространилась в Европе. Стиль Ленса был близок к стилю Каррьеры, хотя Бернард консервативно пользовался карандашными набросками и тяжёлыми красками, что уменьшало полупрозрачность глазури на поверхности слоновой кости. Дадли Хит и Марджори Уайсман отметили контраст между полупрозрачным, лёгким внешним видом тонов кожи и твёрдыми, маслянистыми драпировками и фонами. В соответствии с модой того времени, согласно Хиту, Ленс «как бы был неравнодушен к грубому светло-голубому оттенку в костюмах», уступавшего голубым тонам старых мастеров.
Главным конкурентом Бернарда Ленса был Кристиан Фридрих Цинке, который работал с эмалью. Хорас Уолпол назвал Бернарда Ленса III «несравненным художником-акварелистом» и посетовал, что его копии работ великих мастеров «имели все достоинства оригиналов, кроме того, что они также заслужили — продолжительность». Дадли Хит, наоборот, называл работы Ленса «жёсткими и непривлекательными», уступавшими работам Лоренса Кросса.

### Семья
Бернард Ленс был женат на Кэтрин Вудс, от которой имел троих сыновей. Все они (согласно Catalogue of Engravers Хораса Уолпола, только двое младших) стали плодовитыми художниками (по Уолполу — «гениальными художниками миниатюры»), но не оставили значительного наследия; атрибутировать их произведения представляется проблематичным. Один из сыновей Бернарда, миниатюрист Питер Пол (1714—1750), написал портрет отца, который хранится в музее Виктории и Альберта. Миниатюристом был и другой сын — Эндрю Бенжамин Ленс (1713 — ?). Согласно Уолполу, старший сын, Бернард, был клерком.